# Turínská univerzita
Turínská univerzita (italsky Università degli Studi di Torino; latinsky Alma Universitas Taurinensis, dříve také: Academia Turicensis) je státní univerzita v severoitalském městě Turín. Má přibližně 67 000 studentů a téměř 2000 akademických pracovníků; patří k nejkvalitnějším italským vysokým školám. Byla založena v roce 1404, výuka byla dočasně přerušena v roce 1536 a obnovena vévodou Emmanuelem Philibertem o třicet let později. Univerzita má nyní rozsáhlé zázemí pro zahraniční studenty. 

## Známí absolventi a učitelé
- Amedeo Avogadro (1776–1856), italský fyzik a chemik
- Norberto Bobbio (1909–2004), italský právní filosof a publicista
- Cesare Burali-Forti (1861–1931), italský matematik
- Italo Calvino (1923–1985), italský spisovatel
- Augustin Louis Cauchy (1789–1857), francouzský matematik
- Guillaume Dufay (zemř. 1474), frankovlámský hudební skladatel, možná v Turíně studoval roku 1436
- Umberto Eco (1932–2016), italský spisovatel
- Antonio Gramsci (1891–1937), italský filozof a politik
- Joseph-Louis Lagrange (1736–1813), italský matematik a astronom
- Primo Levi (1919–1987), italský spisovatel a chemik
- Cesare Lombroso (1835–1909), italský lékař
- Laura Mancinelliová (1933–2016), italská spisovatelka
- Joseph Müller (1825–1895), rakouský filolog a historik, profesor řeckých studií
- Giuseppe Peano (1858–1932), italský matematik
- Tullio Regge (1931–2014), italský fyzik
- Gianni Vattimo (* 1936), italský filozof
- Renzo Videsott (1904–1974), italský veterinář, horolezec a ochránce přírody